# Шехзаде Мустафа (сын Мехмеда II)
Шехзаде́ Мустафа́ (тур. Şehzade Mustafa; 1450, Маниса — 1474) — сын султана Мехмеда II от наложницы Гюльшах-хатун. Занимал должность вали Карамана, участвовал в нескольких военных кампаниях отца. Обстоятельства смерти шехзаде были таковы, что вскоре обросли неприятными слухами, касавшихся связи Мустафы и одной из жён великого визиря Махмуда-паши.

## Биография

### Происхождение
Мустафа появился на свет в 1450 году, когда его отец, будущий султан Мехмед II, был санджакбеем Манисы. Многие авторы указывали, что Мустафа был любимым сыном Мехмеда. Касательно того, кто был матерью Мустафы, историки расходятся во мнениях. Османист Франц Бабингер не уточняет имя матери Мустафы, указывая только, что она была жива на момент смерти сына, и что это либо Гюльбахар, либо Гюльшах-хатун. Алдерсон называет матерью шехзаде Гюльшах-хатун; кроме того, Гюльшах названа матерью шехзаде Мустафы в документах созданного ею вакфа, о чём пишет турецкий историк Недждет Сакаоглу.
Происхождение матери шехзаде достоверно не установлено. Историк Йылмаз Озтуна без указания источника назвал Гюльшах дочерью Ибрагима-бея II Караманида. Среди жён султана Мехмеда II, действительно, были две представительницы династии Караманидов, имена которых неизвестны: дочь Ибрагим-бея (по матери являвшаяся внучкой султана Мехмеда I) и его внучка. В документах вакфа Гюльшах она обозначена просто как «Гюльшах-хатун, мать шехзаде Мустафы», без упоминания отца, что может указывать на то, что она не происходила из знатной семьи и была лишь наложницей султана.

### Вали Карамана
Согласно османской традиции сыновья султана получали навыки управления под руководством наставника в провинциях. По мнению Сакаоглу с 1466 года Мустафа последовательно занимал должности санджакбея в Карамане и Конье. Он также полагал, что шехзаде стал санджакбеем Карамана благодаря родству его матери с беями Карамана. В то же время, Османский историк Сюрейя Мехмед-бей писал только о том, что Мустафа занимал пост вали Карамана.
Мустафа участвовал в нескольких военных кампаниях отца. В 1473 году Узун-Гасан атаковал Караман, которым управлял Мустафа, собираясь восстановить сначала Пир Ахмета на троне Карамана, а затем планирован напасть на Синоп и восстановить правление Кизил Ахмета Исфендияроглу. Двадцатитысячная армия Узун-Гасана захватила и разорила Токат, через который шла торговля шёлком и который приносил немалый доход в казну султана. По сообщениям историков, при взятии Токата жестокость войск Узун-Гасана превосходила ужасы, пережитые Токатом при захвате Тамерланом: город был сожжён, а жители убиты после пыток. Войска смогли захватить Кайсери, но, осадив Конью, Пир Ахмет и племянник Узун-Гасана Юсуфча Мирза не добились успеха. Им стало известно, что османская армия идёт в их сторону, и они двинулись навстречу ей. В битве у Бейшехира Мустафа разбил армию Ак-Коюнлу и взял в плен Юсуфчу Мирзу. Пир Ахмет смог сбежать и укрыться у Узун-Гасана. Также Мустафа командовал левым флангом армии Мехмеда II в битве при Отлукбели 11 августа 1473 года. Благодаря слаженным действиям Мустафы, его брата Баязида и наставника Баязида Ибрагима-паши, фланги османской армии смогли сблизиться и окружить армию Ак-Коюнлу.

### Смерть
Бабингер пишет, что Мустафа умер в июне 1474 года в походе. Однако Алдерсон указывает точной датой смерти шехзаде 25 декабря 1474 года.
Обстоятельства смерти наследника быстро обросли неприятными слухами. Так, считалось, что Мустафа был близок с женой великого визиря Махмуда-паши и тем самым сделал его своим врагом и, возможно, подтолкнул к своему отравлению. Османские источники пишут о вражде между Махмудом-пашой и шехзаде Мустафой, и о том, что Махмуд-паша был рад смерти шехзаде, однако не указывают причин, либо ограничиваются уклончивыми выражениями: «по известной причине». Только Мустафа Али упоминает, что вражда возникла из-за «тёмного дела» и подозрениями об инциденте, связанном с гаремом великого визиря. Есть предположения, что мать Мустафы Гюльшах-хатун потворствовала незаконной связи между своим сыном и второй женой Махмуда-паши. Об этом эпизоде можно сделать вывод из документа, датируемого примерно началом правления Баязида II. Он был обнаружен через 500 лет и содержит детали судебной тяжбы: дочери от первого брака Махмуда-паши предъявляли имущественные требования второй жене, заявляя, что он развёлся с ней, поскольку узнал, что она опозорила его; они сообщали, что в период отсутствия Махмуда-паши во время одной из кампаний жена Махмуда-паши провела ночь не дома, а в доме матери принца Мустафы, когда принц находился там же. Джованни Мария Ангиолелло, венецианец, попавший в юности в плен при захвате Негропонте и служивший Мустафе, отрицал какую-либо роль Махмуда-паши в смерти Мустафы. Тем не менее, вскоре после смерти сына султана Мехмеда II визирь был арестован и казнён. Кроме того, Энтони Алдерсон пишет о том, что Мустафа умер по естественным причинам, однако ходили слухи, что он был казнён за изнасилование жены Гедик Ахмеда-паши.
Смерть Мустафы была засекречена, тело забальзамировано, помещено в запечатанный гроб и тайно перевезено в Конью, где находился его гарем. Никто не был извещён о его смерти, в том числе мать и дочь. Когда повозка с гробом прибыла и Гюльшах узнала о смерти сына, она начала стенать и причитать. Мехмеду отправили сообщение о смерти сына. По сообщению Ангиолелло, в ответном письме Мехмед II приказал похоронить сына в Бурсе, Гюльшах повелел остаться там же, а детей Мустафы, их матерей и всех, кто принадлежал ко двору Мустафы, вызвал в Стамбул. Все женщины были поселены во дворце, где проживал гарем Мехмеда, и через несколько дней выданы замуж за придворных.

## Потомство
Согласно Бабингеру, у Мустафы была единственная дочь — Нергисзаде, которой к моменту смерти отца было 14 лет. Алдерсон же называет трёх дочерей Мустафы — Халы-хатун, Бюльбюль-хатун и Нергисшах-хатун. Нергисшах и Бюльбюль были выданы замуж за двоюродных братьев, сыновей шехзаде Баязида: Нергисшах в том же 1474 году вышла замуж за шехзаде Ахмета, Бюльбюль в 1480 году вышла замуж за шехзаде Абдуллу.